# Eunemorilla nigripalpis
Eunemorilla nigripalpis là một loài ruồi trong họ Tachinidae.